# اچ‌ام‌اس جی۱۰
اچ‌ام‌اس جی۱۰ (به انگلیسی: HMS G10) یک زیردریایی بود که طول آن ۵۷٫۵ متر (۱۸۹ فوت) بود. این زیردریایی در سال ۱۹۱۶ ساخته شد.